# 378 Holmia
A 378 Holmia (ideiglenes jelöléssel 1893 AP) a Naprendszer kisbolygóövében található aszteroida. Auguste Charlois fedezte fel 1893. december 6-án.